# Надевицы
Надевицы — деревня в Скребловском сельском поселении Лужского района Ленинградской области.

## История
Впервые упоминается в писцовых книгах Шелонской пятины 1501 года, как деревня Надевичи у озера Врево в Петровском погосте Новгородского уезда.
На месте современной деревни Надевицы на карте Санкт-Петербургской губернии Ф. Ф. Шуберта 1834 года обозначена усадьба помещика Сукина.

НАДЕВИЧЬЕ — усадище принадлежит действительной статской советнице Безобразовой, число жителей по ревизии: 8 м. п., 9 ж. п. (1838 год)

Как деревня Надевицы она отмечена на карте профессора С. С. Куторги 1852 года.

НАДЕВИЧИ — деревня госпожи Безобразовой, по просёлочной дороге, число дворов — 3, число душ — 11 м. п. (1856 год)

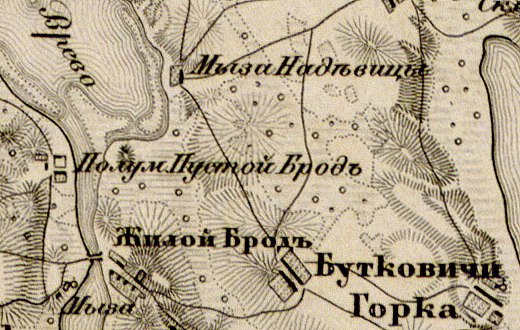
Мыза Надевицы на карте 1863 года

Согласно карте из «Исторического атласа Санкт-Петербургской Губернии» 1863 года на месте современной деревни располагалась мыза Надевицы.
В 1869—1870 годах временнообязанные крестьяне деревни выкупили свои земельные наделы у А. А. Безобразовой и стали собственниками земли.
В XIX веке деревня административно относилась ко 2-му стану Лужского уезда Санкт-Петербургской губернии, в начале XX века — к Югостицкой волости 5-го земского участка 4-го стана.
По данным «Памятной книжки Санкт-Петербургской губернии» за 1905 год деревня Надевицы входила в Госткинское сельское общество.
С 1917 по 1923 год деревня Надевицы входила в состав Госткинского сельсовета Югостицкой волости Лужского уезда.
С 1923 года, в составе Передольской волости.

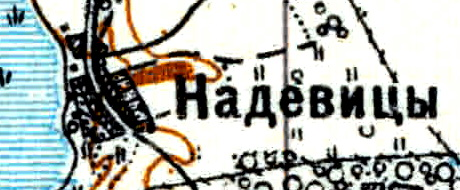
Деревня Надевицы на карте 1926 года

С августа 1927 года, в составе Лужского района.
С 1928 года, в составе Бутковского сельсовета.
По данным 1933 года деревня называлась Нодевицы и входила в состав Бутковского сельсовета Лужского района.
C 1 августа 1941 года по 31 января 1944 года деревня находилась в оккупации.
В 1950 году население деревни Надевицы составляло 217 человек.
В 1965 году население деревни Надевицы составляло 34 человека.
По данным 1966 года деревня Надевицы также входила в состав Бутковского сельсовета.
По данным 1973 и 1990 годов деревня Надевицы входила в состав Скребловского сельсовета.
В 1997 году в деревне Надевицы Скребловской волости проживали 16 человек, в 2002 году — 12 человек (все русские).
В 2007 году в деревне Надевицы Скребловского СП проживали 10 человек.

## География
Деревня расположена в южной части района на автодороге 41К-144 (Киевское шоссе — Невежицы).
Расстояние до административного центра поселения — 2 км.
Расстояние до ближайшей железнодорожной станции Луга I — 22 км.
Деревня находится на восточном берегу озера Врево.

## Демография
| 1838 | 1862 | 1950 | 1965 | 1997 | 2007 | 2010 |
| ---- | ---- | ---- | ---- | ---- | ---- | ---- |
| 17   | ↗28  | ↗217 | ↘34  | ↘16  | ↘10  | ↗27  |
| 2017 |      |      |      |      |      |      |
| ↘16  |      |      |      |      |      |      |

## Улицы
Садовая, Центральная.